# Сертралін
Сертралін (англ. Sertraline, лат. Sertralinum), відомий також під брендом Золофт — антидепресант класу селективних інгібіторів зворотного захоплення серотоніну. Є похідним нафтиламіну. Сертралін застосовується перорально.
Розробка сертраліну розпочалась на початку 1970-х років у лабораторії компанії «Pfizer», де досліджувалися нові психоактивні речовини на основі хлорпротиксену. Спочатку досліджувалися похідні хлорпротиксену лометралін і таметралін, проте вони мали значний стимулювальний ефект, а також у них спостерігалась подібність у дії до заборонених психостимуляторів. Проте похідне таметраліну сертралін виявив властивості інгібування зворотного захоплення серотоніну в синапсах, наслідком чого був значний антидепресивний ефект. Після проведених клінічних досліджень компанія «Pfizer» отримала схвалення FDA щодо клінічного застосування сертраліну в 1991 році.

## Фармакологічні властивості
Сертралін — лікарський засіб з групи селективних інгібіторів зворотного захоплення серотоніну. Механізм дії препарату полягає у вибірковому інгібуванні зворотнього нейронального захоплення серотоніну в синапсах центральної нервової системи, що спричинює накопичення нейромедіатора в синаптичній щілині, та подовженню його дії на постсинаптичні рецепторні ділянки. Це призводить до інгібування обігу серотоніну в організмі, подальшим наслідком чого є купування депресивних станів. Сертралін практично не впливає на α-адренорецептори, β-адренорецептори, м-холінорецептори, дофамінові, 5-НТ1, 5-HT2A, 5-НТ2, гістамінові Н1-рецептори, бензодіазепінові рецептори, опіатні та ГАМК-рецептори, а також не має властивостей інгібітора моноамінооксидази. Сертралін також незначно інгібує зворотне захоплення норадреналіну та дофаміну.
Сертралін застосовується при різноманітних депресивних станах, при панічних атаках, генералізованих тривожних розладах, соціальних фобіях та посттравматичному стресовому розладі, а також для профілактики епізодів депресії. Препарат ефективніший при депресіях із вираженою тривожністю. Сертралін також ефективний при хронічному больовому синдромі, а також при появі депресивного синдрому у хворих паркінсонізмом та хворобою Альцгеймера. Щоправда, сертралін згідно з проведеними клінічними дослідженнями має дещо нижчу ефективність у порівнянні з есциталопрамом. Згідно з проведеними клінічними дослідженнями, сертралін малоефективний при застосуванні як допоміжна терапія при синдромі функціональної диспепсії при хронічному гастриті та гастроезофагеальній рефлюксній хворобі, як і венлафаксин, особливо в порівнянні з пароксетином та амітриптиліном. За даними частини клінічних досліджень сертралін асоціюється із нижчою кількістю побічних ефектів, ніж при застосуванні інших антидепресантів, проте серйозним побічним явищем при застосуванні препарату є виникнення анорексії.

### Фармакокінетика
Сертралін добре, але повільно всмоктується після перорального застосування, біодоступність препарату для людини точно не встановлена, при дослідженнях на тваринах вона становить 22—36 %, що пов'язане з метаболізмом препарату при першому проходженні через печінку. Максимальна концентрація сертраліну в крові досягається протягом 4,5—8,5 годин після приймання препарату. Препарат добре (на 98 %) зв'язується з білками плазми крові. Сертралін добре проникає через гематоенцефалічний бар'єр, через плацентарний бар'єр, та виділяється в грудне молоко. Метаболізується препарат у печінці з утворенням активного метаболіту. Виводиться сертралін з організму в майже однакових кількостях із сечею і калом у вигляді метаболітів. Період напіввиведення препарату коливається від 22 до 36 годин (у середньому 26 годин), цей час може збільшуватися при порушеннях функції печінки або нирок.

## Покази до застосування
Сертралін застосовують при різноманітних депресивних станах та для профілактики їх рецидивів, при панічних атаках, генералізованих тривожних розладах, соціальних фобіях, обсесивно-компульсивних розладах та посттравматичному стресовому розладі.

## Побічна дія
Сертралін позиціонується як препарат, при застосуванні якого спостерігається незначна кількість побічних ефектів, найчастішими з яких є нудота, затримка сечопуску, підвищена тривожність та збудження. Зрідка при застосуванні сертраліну спостерігаються інші побічні явища:
- Алергічні реакції — шкірний висип, свербіж шкіри, кропив'янка, набряк Квінке, синдром Лаєлла, синдром Стівенса-Джонсона, анафілактоїдні реакції, фотодерматоз, еритема шкіри, підвищена пітливість, гарячка, бронхоспазм.
- З боку травної системи — блювання, діарея або запор, гепатит, сухість у роті, езофагіт, метеоризм, жовтяниця, панкреатит, печінкова недостатність, стоматит, виразки на язиці, патологія зубів, глосит.
- З боку нервової системи — головний біль, підвищена тривожність, тремор, неспокій, запаморочення, порушення смаку, маніакальні стани, агресивність, порушення концентрації уваги, сплутаність свідомості, галюцинації, безсоння або сонливість, патологічні сновидіння і нічні марення, деперсоналізація, серотоніновий синдром, затуманення зору, мідріаз, глаукома, анорексія, суїцидальні ідеї та поведінка, сомнамбулізм, мігрень, кома, шлунково-кишкова кровотеча.
- З боку серцево-судинної системи — тахікардія або брадикардія, аритмії, гіпертензія, інфаркт міокарду, ортостатична гіпотензія, периферичні набряки, приливи крові.
- З боку сечостатевої системи — часте сечовипускання, дизурія, маткові кровотечі, порушення статевої функції, гіперпролактинемія, галакторея.
- Інші побічні ефекти — синдром неадекватної секреції антидіуретичного гормону, болі в суглобах та кістках, підвищення рівня холестерину в крові, гіпонатріємія, гіпоглікемія або гіперглікемія, гіпотиреоз, збільшення маси тіла, тромбоцитопенія, лейкопенія, підвищення активності ферментів печінки, підвищена кровоточивість.

## Протипокази
Сертралін протипоказаний при підвищеній чутливості до препарату та одночасному лікуванні інгібіторами моноамінооксидази. Препарат не рекомендований для застосування при вагітності та годуванні грудьми.

## Форми випуску
Сертралін випускається у вигляді таблеток по 0,025; 0,05; 0,1; 0,15 і 0,2 г; та розчину для перорального прийому із вмістом діючої речовини 20 мг/мл.